# Dillon (cantora)
Dominique Dillon de Byington, conhecida pelo nome artístico Dillon (São Paulo, 29 de abril de 1988), é uma compositora e cantora brasileira baseada na Alemanha. Seu álbum de estreia, This Silence Kills, lançado em 2011, foi elogiado pela imprensa e recebeu uma nota média 72 do site Metacritic, com base em cinco avaliações. O segundo álbum, The Unknown, foi lançado em 31 de março de 2014, com avaliações positivas.

## Carreira
Nascida em São Paulo, Dillon mudou-se com a mãe aos quatro anos para Colônia, na Alemanha. Ela estudou em uma escola inglesa até se graduar no ensino médio em 2007. No mesmo ano, gravou sua primeira canção, que foi publicada na internet. O primeiro single foi lançado em janeiro de 2008 pelo selo Kitty-Yo. Em seguida, ela se juntou a uma banda recém-formada chamada Jolly Goods em sua primeira turnê na Alemanha. Desde 2008, Dillon vive em Berlim, na Alemanha.
Embora as primeiras gravações de Dillon tenham recebido entusiástica avaliação dos críticos contemporâneos, ela decidiu entrar para a universidade para estudar fotografia antes de atuar profissionalmente na música. Em 11 de novembro de 2011, Dillon lançou seu álbum de estreia This Silence Kills no selo Techno BPitch Control. O álbum foi produzido por Tamer Fahri Özgenenc e Thies Mynther. Na esteira do lançamento e do sucesso do álbum, ela realizou uma turnê pela Alemanha.
This Silence Kills recebeu avaliações positivas da maioria dos críticos contemporâneos, que compararam o estilo e vocal de Dillon aos de outras cantoras como Björk e Lykke Li.
O segundo álbum de Dillon, The Unknown, foi lançado em 28 de março de 2014. O terceiro, Live at Haus der Berliner Festspiele, uma apresentação ao vivo incorporando trabalhos dos dois primeiros álbuns, foi lançado em 23 de setembro de 2016.

## Discografia

### Álbuns
This Silence Kills (2011)
The Unknown (2014)
Live at Haus der Berliner Festspiele (2016)
Kind (2017)

### Singles e EPs
Ludwig (2008)
Tip Tapping / Abrupt Clarity Remix (2012)
Your Flesh Against Mine (2013)
Lightning Sparked (2014)
A Matter of Time (2014)
When Breathing Feels Like Drowning (2019)